# Liam Aitcheson
Liam Aitcheson, né le 11 janvier 1995 à Alexandra, est un coureur cycliste néo-zélandais.

## Palmarès sur route
- 2013
  - Classement général de La Cantonale Juniors
- 2015
  - Prologue et 3e étape du Tour de Lakes
  - 4e étape du Tour de Southland
- 2016
  - 2e du championnat de Nouvelle-Zélande du contre-la-montre espoirs
  - 3e du championnat de Nouvelle-Zélande sur route espoirs

## Palmarès sur piste

### Championnats du monde juniors
- Invercargill 2012
  -  Médaillé d'argent de la poursuite par équipes
- Glasgow 2013
  -  Médaillé d'argent de la poursuite par équipes
  -  Médaillé d'argent de la course aux points
  -  Médaillé d'argent de l'américaine

### Championnats de Nouvelle-Zélande
- 2013
  - 2e du championnat de Nouvelle-Zélande de course aux points juniors
  - 2e du championnat de Nouvelle-Zélande de poursuite par équipes